# 30426 Philtalbot
30426 Philtalbot este un asteroid din centura principală de asteroizi.

## Descriere
30426 Philtalbot este un asteroid din centura principală de asteroizi. A fost descoperit pe 5 iunie 2000 la Socorro, New Mexico, în cadrul proiectului LINEAR. Asteroidul prezintă o orbită caracterizată de o semiaxă mare de 2,42 ua, o excentricitate de 0,14 și o înclinație de 5,3° în raport cu ecliptica.